# ディンウィディ・コートハウスの戦い

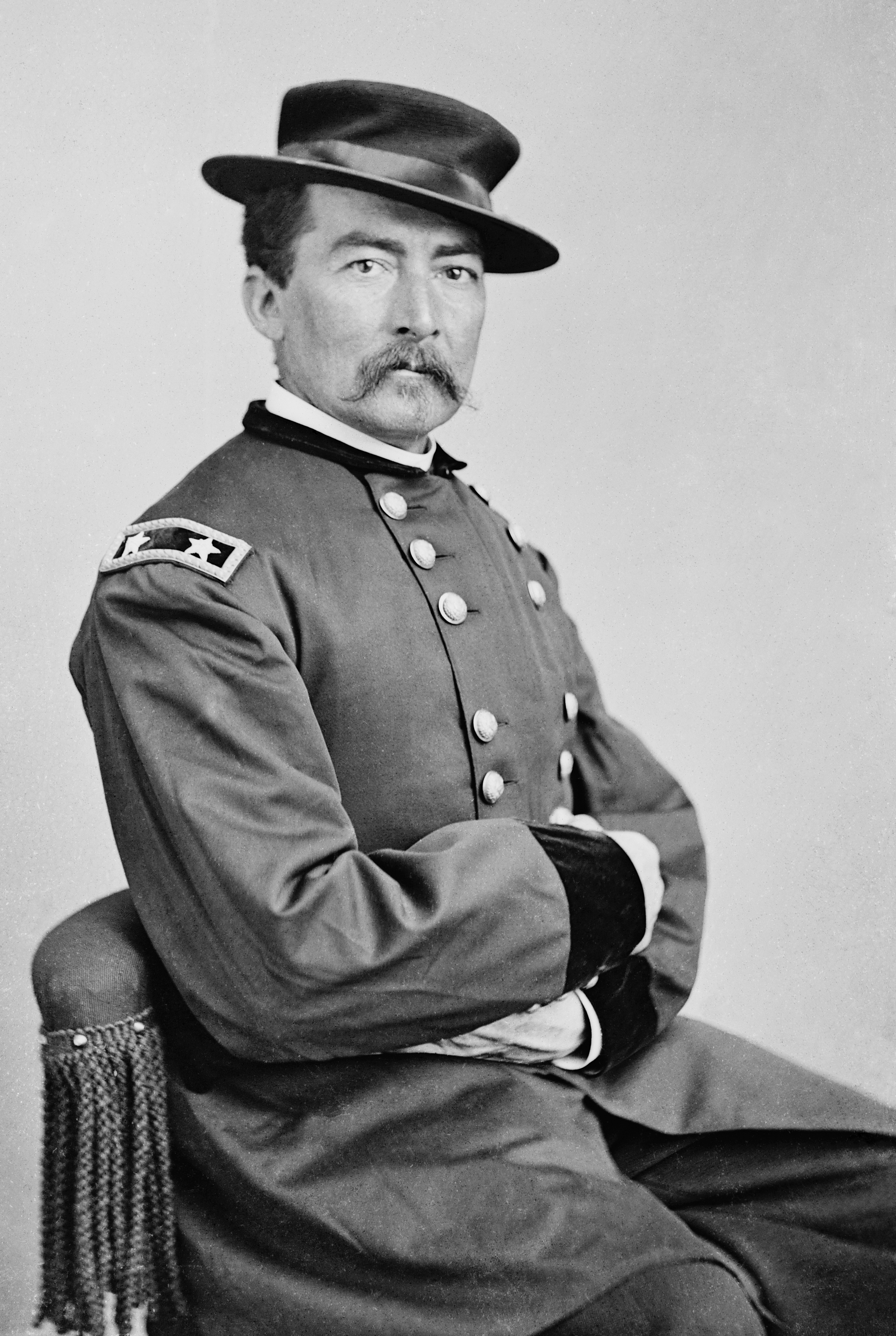
フィリップ・シェリダン少将

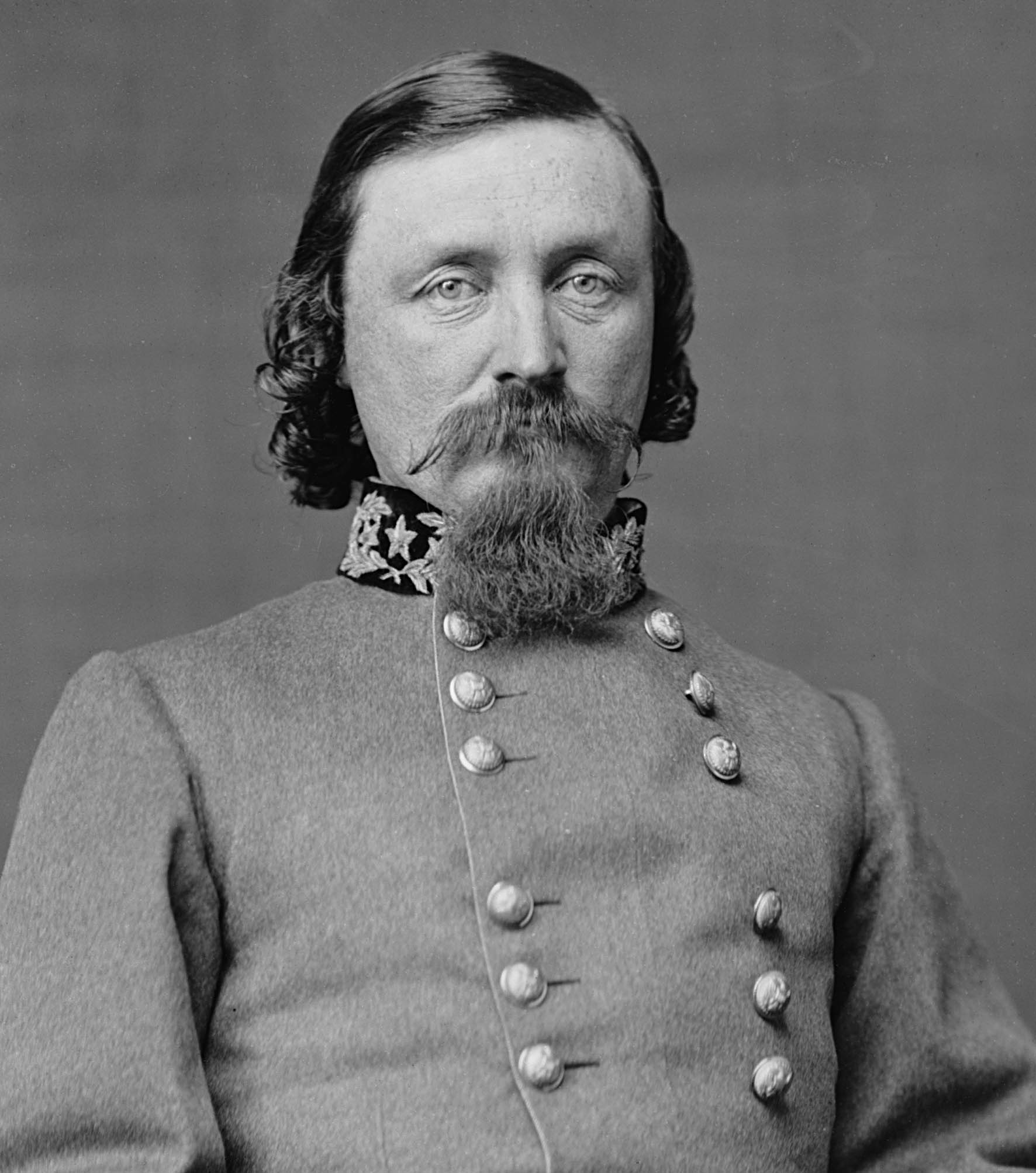
ジョージ・ピケット少将

座標: 北緯37度04分38秒 西経77度35分14秒 / 北緯37.07725度 西経77.58711度
ディンウィディ・コートハウスの戦い（ディンウィディ・コートハウスのたたかい、英: Battle of Dinwiddie Court House）は、南北戦争も最終盤となった1865年3月31日に、バージニア州ディンウィディ郡で起きた戦闘である。リッチモンド・ピータースバーグ方面作戦の終わりからアポマトックス方面作戦の始まる時期に当たっていた。同じ3月31日に起きたホワイトオーク道路の戦いと共に、ロバート・E・リー将軍の指揮する南軍北バージニア軍による最後の攻勢であり、ユリシーズ・グラント中将が指揮する北軍（ポトマック軍、シェナンドー軍、ジェームズ軍）の進軍を止めようとした。グラント軍は、南軍に残っていた供給線を遮断し、南軍を会戦に引き出して決戦を挑ませることができないまでも、ピーターズバーグからリッチモンドまで構築された防衛前線をさらにその極限まで延伸させるように動いていた。
1865年3月29日、総勢約9,000名ないし12,000名とされる北軍の大騎兵部隊が、南軍前線の西端から約4マイル (6.4 km)、ファイブフォークスにあった道路の重要な交差点の南約5マイル (8 km) にあるディンウィディ・コートハウスに向かった。この部隊をフィリップ・シェリダン少将が指揮し、このときはまだシェナンドー軍と呼ばれていた。トマス・デビン准将の第1師団と、ジョージ・アームストロング・カスター准将（名誉少将）の第3師団で構成されていた。どちらも非公式の軍団長としてウェズリー・メリット准将（名誉少将）の全体指揮下に置かれていた。さらにポトマック軍からこの任務のために派遣されたジョージ・クルック少将の第2師団が付いた。ファイブフォークスはサウスサイド鉄道という南軍の重大な供給線を支配するための重要な交差点だった。3月29日午後の遅い時間にデビンとクルックの師団がディンウィディ・コートハウスに到着したのに対し、カスターの師団は他の2個師団から遅れること約7マイル (11 km) で、立ち往生した輜重隊を守っていた。
3月29日にはまた、ガバヌーア・ウォーレン少将の北軍第5軍団が南軍防衛線の最右翼であるホワイトオーク道路前線の端に移動した。その日に起きたルイス農園の戦いの結果、ウォーレンの軍団が南軍の哨戒線あるいは前進基地陣地の支配権を取り、重要な輸送と通信の経路であるボイドトン板張り道路をクエーカー道路との交差点で抑えた。ウォーレンの軍団は3月30日の1日、前線を前に出し続けたが、3月31日には南軍の急襲によって一時的に後退させられた。31日午後のホワイトオーク道路の戦いでは、部隊を再編した第5軍団がボイドトン板張り道路の陣地を取り戻し、ホワイトオーク道路を通して南軍の防衛前線と、約4マイル (6.4 km) 西のファイブフォークスにいたジョージ・ピケット少将の特任部隊と直接通信する経路を遮断した。31日が終わるとき、第5軍団はシェリダン軍の位置に最も近い歩兵軍団だった。
この3月31日の同じ時間帯に、シェリダンの騎兵隊はファイブフォークスを占領することを目指して、ディンウィディ・コートハウスから北に動いた。このとき南軍のジョージ・ピケット少将の歩兵隊と、フィッツヒュー・リー少将の騎兵隊から攻撃を受けて、防御的な姿勢を強いられた。この日の戦闘では様々な場所でシェリダン軍が押されたが、長く厳しく戦って行動を遅らせ、後退後も組織を保ちながら南軍に数百名の損失を出させた。最終的に輜重隊の護衛任務から解放されて前線に送られたアレクサンダー・C・M・ペニントン・ジュニア大佐とヘンリー・ケイプハート大佐の2個旅団を擁するカスターの師団が援軍となり、シェリダン軍は町の北でその前線を保持することができた。その町の郊外には強力な南軍部隊がいたので、シェリダン軍は夕暮れまで危険な状態にあった。しかしその夜、第5軍団チャールズ・グリフィン准将（名誉少将）の第1師団に属するジョセフ・J・バートレット准将の旅団が、さらにその数時間後にはウォーレンの軍団全軍が動いて、ピケット隊の側面に進むことでピケット隊をファイブフォークスに押し返し、翌日にはその前進した陣地の利点を生かすことができた。4月1日午前7時までに、シェリダンは歩兵1個軍団と自分の騎兵隊を共にファイブフォークスに向けて前進させた。
ホワイトオーク道路の戦いとディンウィディ・コートハウスの戦いは、当初は南軍が成功したものであり、ディンウィディ・コートハウスの場合はその日の終わりの時点で南軍の戦術的勝利と見られたが、最終的に南軍は前線を進めることができず、北軍を弱らせ後退させる、あるいはシェリダン軍を支援部隊から切り離すという戦略的目標も達成しなかった。南軍はこの2つの戦闘で、ただでさえ減退していた軍隊から少なくとも1,560名の損失を出した。この3月31日の両戦闘とその後の部隊の動きにより、翌4月1日のファイブフォークスの戦い、さらに4月2日の第三次ピーターズバーグの戦い（ピーターズバーグの突破とも呼ばれる）で南軍が敗北し、防衛線が崩壊する前段階を作った。4月2日から3日の夜に行われた南軍のピーターズバーグとリッチモンド脱出と、西への行軍を北軍が密に追撃し、最後は1865年4月9日、アポマトックス・コートハウスの戦い後にリーの北バージニア軍降伏に繋がった。

## 背景
292日に及んだリッチモンド・ピータースバーグ方面作戦（ピーターズバーグ包囲戦）の中で、北軍の総司令官ユリシーズ・グラントは塹壕と消耗戦の作戦を遂行するしかなくなった。数的に劣勢な南軍を消耗させピーターズバーグとリッチモンドへの供給源と供給線を破壊または遮断し、防衛線を長くさせることで弱っていく南軍に限界まで守らせるようにすることだった。1865年2月5日から7日に起きたハッチャーズランの戦いの後、前線はさらに4マイル (6.4 km) 伸び、リーが新しい守備隊を入れた後はもう予備隊がほとんど無かった。リーはこのとき、その軍隊の一部あるいは全軍がリッチモンドとピーターズバーグを離れ、ダンビルあるいはおそらくリンチバーグで食料や物資を補給し、ノースカロライナ州で北軍ウィリアム・シャーマン少将の軍に対抗しているジョセフ・ジョンストン将軍の軍隊と合流しなければならないことが分かっていた。南軍が即座にシャーマン軍を破れなければ、グラント軍がシャーマン軍の残りと合流できる前に、グラント軍に対抗するために戻って来ることになるはずだった。リーは移動のための準備を始め、アメリカ連合国大統領のジェファーソン・デイヴィスと陸軍長官ジョン・ブレッキンリッジにその結論と作戦を知らせた。
リーは、ジョセフ・ジョンストンの軍隊がシャーマン軍を止めることができなければ、ノースカロライナ州を動いているシャーマン軍がピーターズバーグでグラントの軍隊と合流することに気付き、また勢力を弱めつつある自軍ではリッチモンドとピーターズバーグをこれ以上守れないことにも気付いていた。1865年3月、グラント軍をできる限り長く止めて置き、自軍が計画する動きのために少なくとも時間の余裕を持っておくという作戦を遂行するために、ジョン・ブラウン・ゴードン少将が提案したステッドマン砦を攻撃する部隊を出撃させるという作戦を検討し最後は承認した。その目指すところは、ピーターズバーグの東で北軍の前線を突破し、あるいは少なくともそこそこの損害を与える攻撃で地歩を獲得し、北軍の前線を短くさせるというものだった。これが成功すれば、リー軍は前線を短くでき、ジョンストン軍を支援するためにそこそこの援軍が送られるか、必要ならばリッチモンドとピーターズバーグを脱出するために有利なスタートを切り、リーの全軍を衰退しているジョンストン軍と合流させることができると考えた。
1865年3月25日夜明け前に、ゴードン隊がステッドマン砦を急襲して、砦と隣接する砲台3か所を占領し、500名を捕虜にし、さらに約500名を戦死または負傷させた後、北軍の反撃によって南軍は約1,000名の捕虜を含め約4,000名の損失を出し、しかもそれを補うことができなかった。北軍はこの攻撃を受けて陣地を失ってはいないし、損失にしても軍全体に対する比率は小さかったので、その後の行動を妨げるものは無かった。3月25日午後の南軍によるステッドマン砦攻撃とジョーンズ農園の戦い後に、北軍第2軍団と第6軍団がアームストロングの工場近くの南軍哨戒線を占領し、北軍前線の左端を約0.25マイル (400 m) 南軍の砦近くに延伸させた。このことで、北軍前線のこの部分を担当していた第6軍団を、南軍前線から約0.5マイル (800 m) 内のいつでも攻撃ができる位置に置いた。リーは、ステッドマン砦とジョーンズ農園で南軍が敗北した後、グラントが直ぐに南軍に残されたピーターズバーグへの供給線であるサウスサイド鉄道とボイドトン板張り道路の方向に動いて来て、恐らくはリッチモンドとピーターズバーグからの退路を遮断することになると理解した。

## 3月29日の命令と動き

### グラントの命令
1865年3月24日すなわち南軍がステッドマン砦を攻撃する前日、グラントは既に3月29日に始める攻勢の作戦を立てていた。その目標は南軍を開けた戦いの場に引き出すことであり、そうすれば南軍を打ち破り、その軍事的な有効性を破壊することができると考えた。そうならないとしても、南軍が防衛線を維持するならば、北軍は南軍がまだ支配している道路と鉄道の供給と通信のルートを遮断できる可能性があった。すなわちピーターズバーグに至るサウスサイド鉄道とボイドトン板張り道路（以前に遮断されたウェルドン鉄道に繋がっていた）、リッチモンドに至るリッチモンド・アンド・ダンビル鉄道を遮断し、リーの前線を最大限まで伸ばさせることだった。
グラントはエドワード・オード少将に、ジェームズ軍の一部をリッチモンドに近い前線から動かし、ピーターズバーグ前線の南西端にいるアンドリュー・A・ハンフリーズ少将の指揮する第2軍団が動いた後を埋めるよう命令した。その後第2軍団は西に動くこととした。オードは、ジョン・ギボン少将指揮下の第24軍団からチャールズ・デブンス、ウィリアム・バーニー各准将の2個師団と、ゴッドフリー・ワイツェル少将の第25軍団からジョン・W・ターナー准将の1個師団をアポマトックス川の南岸に動かした。これによって、ジョージ・ミード少将指揮下のポトマック軍のうち、2個軍団をリー軍の側面と鉄道供給線に対して攻勢に出せる余裕が生まれた。すなわち、ハンフリーズ少将の第2軍団とウォーレン少将の第5軍団がこれに該当した。グラントはこれらの部隊に加え、このときもシェナンドー軍のままだったフィリップ・シェリダン少将の騎兵隊と共に西に動くよう命じた。シェリダン軍は、トマス・デビン准将の第1師団と、ジョージ・アームストロング・カスター准将（名誉少将）の第3師団で構成されていたが、どちらも非公式の軍団長としてウェズリー・メリット准将（名誉少将）の全体指揮下に置かれていた。さらにポトマック軍からこの任務のために派遣されたジョージ・クルック少将の第2師団が付いた。シェリダン軍はまずディンウィディ・コートハウスを支配し、そこでボイドトン板張り道路を遮断することとされた。

### リーの命令
リーは既に、その弱りつつある軍隊がピーターズバーグとリッチモンドの防衛を維持する能力について心配するようになっており、ステッドマン砦での敗北がグラントを勇気づけ、南軍の供給線と右側面に対する動きを起こさせることになると認識していた。リーはその前線の南西端、右翼側面に幾らかの援軍を送る準備をしていた。3月29日早朝、ウィリアム・R・テリー、モンゴメリー・コース、ジョージ・H・ステュアート各准将の指揮する3個旅団をジョージ・ピケット少将に付けて、荒廃していたサウスサイド鉄道を使ってサザランド駅に送った。部隊をサザランド駅に運んだ列車はあまりに鈍く、ピケット隊の最後の兵士が目的地であるピーターズバーグの西10マイル (16 km) に到着したのはその夜遅くになっていた。そのサザランド駅から、ピケット隊はクレイボーン道路を南に、南軍前線の端に近いホワイトオーク道路とバージェス・ミルに移動した。そこでブッシュロッド・ジョンソン少将の師団からマット・ランサム准将とウィリアム・ヘンリー・ウォレス准将の旅団、さらにウィリアム・ペグラム大佐の指揮する大砲6門の砲兵隊を加えた。ファイブフォークスには3個旅団を配置した。

### ルイス農園の戦い
1865年3月29日、ウォーレンの軍団はチャールズ・グリフィン准将（名誉少将）の第1師団に属するジョシュア・チェンバレン准将の第1旅団が先導し、クエーカー道路を進んで、ボイドトン板張り道路との交差点に向かい、南軍のホワイトオーク道路前線近くに進んだ。この動きにより南軍とのルイス農園の戦いが起きた。南軍はリチャード・H・アンダーソン中将軍団、ブッシュロッド・ジョンソン少将の師団からヘンリー・A・ワイズ、ウィリアム・ヘンリー・ウォレス、ヤング・マーシャル・ムーディ各准将の3個旅団、北軍は第5軍団チャールズ・グリフィン准将の第1師団だった。
チェンバレンの旅団はクエーカー道路を北に進んでルイス農園でロワンティ・クリークを渡り、ジョンソン師団の部隊と遭遇した。押しつ押されつの戦闘が続き、その中でチェンバレンが負傷し、あやうく捕まるところだった。チェンバレンの旅団は大砲4門を持つ砲兵隊と、エドガー・M・グレゴリー大佐（名誉准将）とアルフレッド・L・ピアソン大佐（名誉准将）の旅団から派遣された連隊に補強された。ピアソンはこの戦闘で南軍をそのホワイトオーク道路前線まで押し返した功績で、後に（32年後に）名誉勲章を与えられた。この戦闘での損失は、北軍381名、南軍371名とほぼ同数だった。この戦闘後、グリフィンの師団が動いて、クエーカー道路とボイドトン板張り道路との交差点を占領し、そこは南軍のホワイトオーク道路前線の端部に近かった。
グラントは、ルイス農園で南軍が攻撃を掛け続けられず、ホワイトオーク道路前線まで後退したことに勇気づけられ、シェリダンに与えた任務を、単に起こりそうな戦闘に対応すること、あるいは鉄道を襲撃し、南軍の前線を延伸させることだけでなく、攻勢の本隊になるように拡大修正した。

### シェリダン軍の動き
1865年3月29日午後5時ごろ、シェリダン軍のクルックとデビンが指揮する2個師団が、抵抗されることもなくディンウィディ・コートハウスに入った。シェリダンは南軍の偵察部隊から守るために町に入る道路に哨戒兵を置いた。シェリダン軍のカスターが指揮する第3師団は立ち往生した輜重隊を守るために、本隊から7マイル (11 km) 後方にあった。ディンウィディ・コートハウスでは、シェリダン軍の騎兵隊は、北に約5マイル (8 km) のディンウディ郡ファイブフォークスの重要な交差点を占領するべく配置された。そこにはリーが守備隊を送っていた。その後は南軍にとってピーターズバーグとリッチモンドに結ばれたただ2つ残っている鉄道を攻撃するはずだった。

## 3月30日の命令と動き

### リーの命令と南軍の動き
リー将軍は北軍が3月29日に行った移動からの脅威を認識し、最右翼の防衛を強化するために前線の厚みを薄くした。またジョージ・ピケット少将の下にある移動部隊の組織を、フィッツヒュー・リー少将の騎兵隊を付けて最終形とし、ファイブフォークスの重要な交差点を守らせた。リーは、サウスサイド鉄道と重要な道路を使えるようにしておき、ディンウィディ・コートハウスの前進陣地から北軍を追い返すために、この交差点を支配したいと考えた。3月29日午後に連続した激しい雨が降り始め、それが3月30日も降り続いて、移動を遅らせ、動きを制限した。
フィッツヒュー・リーの騎兵師団はピーターズバーグを過ぎて、3月29日のシェリダン軍がディンウィディ・コートハウスに到着した頃にサザランド駅に到着した。トマス・L・ロッサー少将とW・H・F・"ルーニー"・リー少将の師団は、ノットウェイ川沿いのスペンサーズ・ミルとストーニークリークにあった陣地から動くためにシェリダン軍を避けて回り道をしなければならなかった。サザランド駅に到着したのは3月30日になっていた。サザランド駅ではその日早くに、リー将軍がフィッツヒュー・リー少将に騎兵隊の指揮を執り、ディンウィディ・コートハウスでシェリダン軍を攻撃するよう口頭で伝えていた。ロッサーとルーニー・リーの師団が4月30日夜にファイブフォークスに到着すると、フィッツヒュー・リーが騎兵隊の全体指揮官となり、トマス・T・マンフォード大佐を自分の指揮していた師団の指揮官とした。
3月30日早朝、この日は篠突く雨が1日続き、リー将軍はサザランド駅でアンダーソン、ピケット、ヘスなど幾人かの士官と会見した。そこからリーはピケットに、ホワイトオーク道路に沿って西に約4マイル (6.4 km) のファイブフォークスに部隊を動かすよう命じた。リーはピケットに、フィッツヒュー・リーの騎兵隊と合流して、ディンウィディ・コートハウスでシェリダン軍を攻撃し、南軍の供給線から遠くまで追い返すことを目指すよう指示した。ピーターズバーグの南西、ホワイトオーク道路前線の端と、ファイブフォークスにあるピケット隊との間に、4マイル (6.4 km) の隙間があることを心に入れ、この30日中にリーはその右翼側面を強化する配置を追加した。
ピケット隊は、北軍チャールズ・L・リーパー大佐のペンシルベニア第6騎兵隊と小競り合いを行い、その陽動行動に対応していたので、ファイブフォークスに到着したのは午後4時半になっていた。ピケット隊がフィッツヒュー・リーの騎兵隊が待っていたファイブフォークスに到着したとき、フィッツヒュー・リーとディンウィディ・コートハウスに進むべきかを話し合った。ピケットは状況を検討した上で、その日は時刻が遅くなっていること、他の騎兵師団が到着していないこともあって、ディンウィディ・コートハウスにいるシェリダン軍に対して、疲れている部隊を動かすのはあくる朝まで待つことに決めた。ピケットはウィリアム・R・テリーとモンゴメリー・コースの旅団を、ファイブフォークスの南の前進陣地に派遣し、北軍からの急襲に備えさせた。北軍トマス・デビン准将配下の部隊が前進してきた南軍歩兵旅団と交戦したが、南軍は予定した陣地に入ることができた。午後9時45分までに、ピケット隊はホワイトオーク道路に沿った配置を終えた。

### 北軍の命令と動き; 3月30日の小競り合い
ピケットの歩兵部隊が3月30日にファイブフォークスに着く前に、北軍トマス・デビン准将師団の騎兵偵察部隊がファイブフォークスでホワイトオーク道路に沿った南軍前線に接近し、フィッツヒュー・リーの騎兵師団と小競り合いを行った。その部隊がファイブフォークスに近づくと、ロバート・M・モリス少佐が指揮するアメリカ第6騎兵連隊の偵察部隊がフィッツヒュー・リーの騎兵隊と遭遇した。この時の交戦で北軍は士官3名、兵士20名の損失を出した。南軍もウィリアム・H・F・ペイン准将が負傷するなど、幾らかの損失を出した。
3月30日に雨が降り続く中で、グラントはシェリダンに伝言を送り、騎兵の行動は不可能に見えるので、その陣地を維持するために十分な兵士を残して、食糧調達のためにハンフリーズのステーションまで戻るべきと伝えさせた。ストーニークリーク・ステーションに行く途中で、そこにある南軍の物資を破壊するか分捕るかすることも示唆していた。シェリダンはグラントの作戦本部に行った。その本部は3月30日夜にグレイブリーランを渡すボーン道路の近くまで前に出されていた。グラントは天候や道路の状態に関係なく、前に圧力を掛けるよう勧めた。シェリダンは、その部隊が既にホワイトオーク道路のファイブフォークスに到着していると嘘を言って、自説を曲げなかった。実際にデビンの部隊がファイブフォークスから後退して来ており、ジョン・ボアソーの家屋から約1マイル (1.6 km) 離れて宿営していた。二人の議論の中で、グラントはシェリダンに、第5軍団を支援歩兵部隊として送るつもりだと伝え、その新しい命令は前線をさらに広げるのではなく、南軍戦線の側面に回り込んでリー軍を破ることだと言った。シェリダンはシェナンドー渓谷で自隊と共に戦った第6軍団を付けて欲しいと考えた。グラントは、第6軍団がシェリダン軍の位置から遠すぎるので動かせないと再度伝えた。

### ホワイトオーク道路の戦い

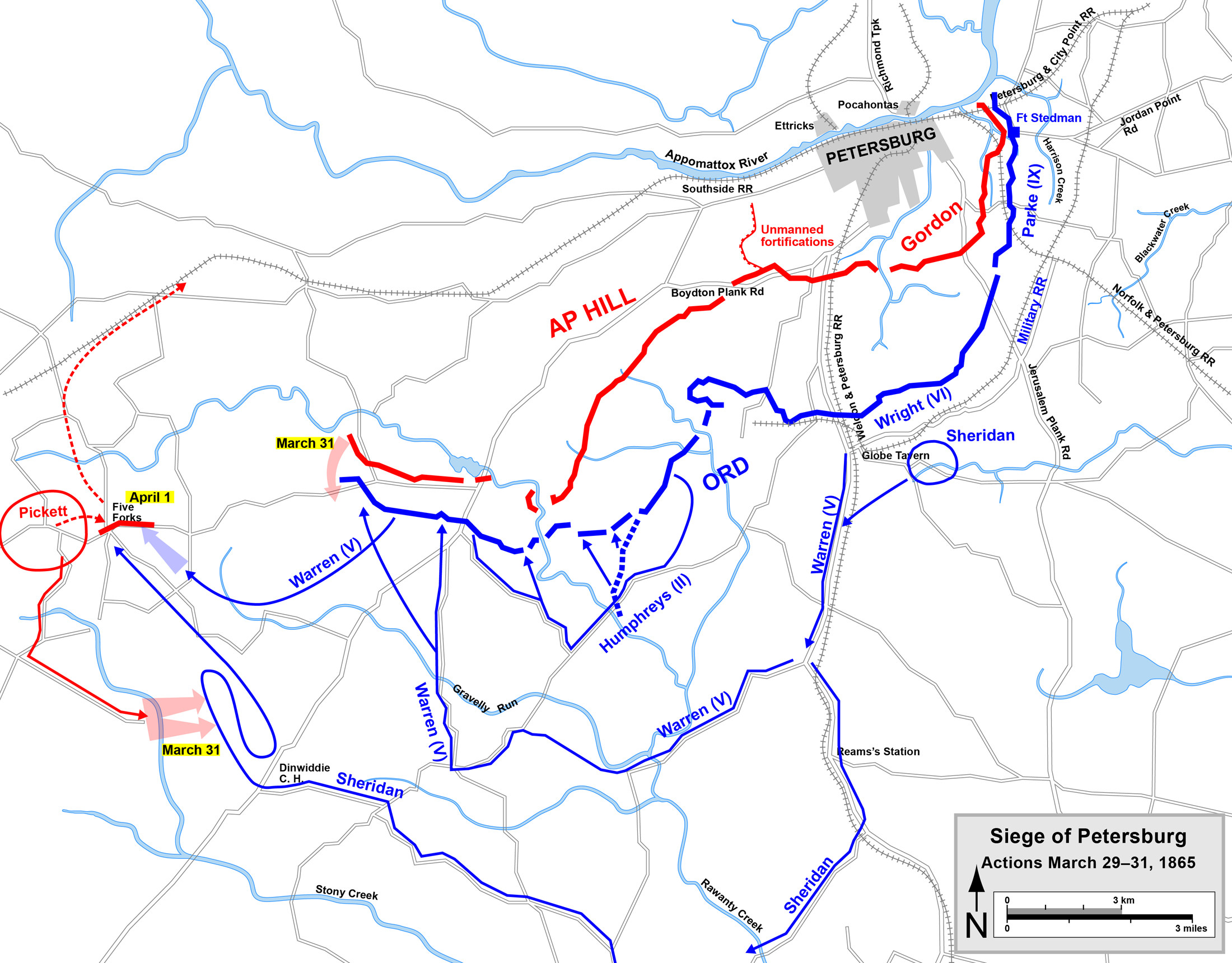
ファイブフォークスの戦いの前と間のピーターズバーグでの動き

3月31日朝、リー将軍がそのホワイトオーク道路の前線を視察し、前日に前進していたロメイン・B・エアーズ准将の師団が保持する北軍左翼側面が「無防備」であることが分かった。北軍歩兵部隊とディンウィディ・コートハウス近くにいるシェリダンの最寄りの騎兵隊との間には広い隙間があることも分かった。リーはブッシュロッド・ジョンソン少将に、ヘンリー・A・ワイズ准将とマーティン・L・スタンセル大佐の旅団を、サミュエル・マクゴワンとエッパ・ハントン各准将の旅団で補強し、露出した北軍の前線を攻撃するよう命じた。ステンセル大佐は病気になっていたヤング・マーシャル・ムーディ准将の代役旅団長だった。
On
スタンセル、マクゴワンとハントンの旅団がエアーズの師団の大半を攻撃し、さらに戦闘が起こると素早くそれに加わって来たサミュエル・クロウフォード准将（名誉少将）の師団全軍も攻撃した。北軍は2個師団で5,000名以上いたが、この南軍3個旅団に後退させられた。チャールズ・グリフィン准将（名誉少将）の師団と、チャールズ・S・ウェインライト大佐（名誉准将）の第5軍団砲兵隊が、南軍がグレイブリーランを渡る直前でその前進を止めさせた。第5軍団に接していたアンドリュー・A・ハンフリーズ少将の指揮する第2軍団が陽動行動を行い、ネルソン・マイルズ准将の2個旅団を前線に送り、当初南軍の左翼にいたワイズの旅団を急襲して猛攻によって押し返して、約100名を捕虜にした。
午後2時半、ジョシュア・チェンバレン隊が冷たく膨れ上がったグレイブリーランを渡り、その後をグリフィン師団の残り部隊が続き、さらにウォーレン軍団の再編成された部隊が続いた。チェンバレンの旅団は激しい銃火の下を、エドガー・M・グレゴリー大佐（名誉准将）の旅団と共に、ハントンの旅団に攻撃を掛け、ホワイトオーク道路の前線まで追い出した。続いてチェンバレンとグレコリーの隊はホワイトオーク道路を越えた。南軍の残り部隊は側面を衝かれて圧倒されるのを避けるために後退するしかなかった。ウォーレンの軍団は、南軍の右側面の西でホワイトオーク道路を渡った所で戦闘を停止した。そこは南軍本隊前線の端部とファイブフォークスのピケット隊の間にあった。このことでアンダーソンとピケットの部隊間の直接通信線が遮断された。この戦闘での北軍の損失は（戦死、負傷、さらに大半が捕虜になったと見られる不明の総計）第5軍団の1,407名と第2軍団の461名であり、南軍の損失は約800名と推計された。
グリフィンの師団を先導とするウォーレンの第5軍団が、ハンフリーズの第2軍団からマイルス師団の支援を得て、ホワイトオーク道路の戦いを北軍の勝利に戻した一方で、同じ日のディンウィディ・コートハウスの戦いではシェリダン軍が厳しく追い込まれたままになった。

## ディンウィディ・コートハウスの戦い

### 3月31日朝の状態; 部隊の再配置
1865年3月31日早朝、北軍フィリップ・シェリダン少将がユリシーズ・グラント中将に、南軍の右翼に回り込めるか、あるいは雨が止んで歩兵軍団の支援があれば前線を突破できると考えていると告げた。シェリダンは1864年のバレー方面作戦で共に働いたホレイショ・G・ライトが指揮する第6軍団の支援を望んだ。これはシェリダンが第5軍団を指揮するガバヌーア・ウォーレン少将を信用していなかったことが起因していた。グラントは数時間後に、北軍前線の中央にいる第6軍団はシェリダンを支援するには遠すぎるが、翌日までに第2軍団なら動かせると答えた。グラントはライトが現在の陣地から前線を通って行くこともできると考えているとも言っていた。その日は激しい雨が降り続いたが、南軍のジョージ・ピケット少将は状況と北軍指揮官の選択肢を変えようとしていた。
午前9時、ウェズリー・メリット准将（名誉少将）が北軍の哨戒線を補強し、トマス・デビン准将にディンウィディ・コートハウスの北にある宿営地J・ボアソーの農園から強力な威力偵察隊を派遣し、ホワイトオーク道路を守る南軍の陣地を偵察させるよう命じた。クランプ道路とディンウィディ・コートハウス道路を進んだ偵察隊は、ホワイトオーク道路の近くで南軍狙撃兵の銃火を浴びることになった。
北軍ジョージ・クルック少将の師団に属するヘンリー・E・デイビース准将の旅団もJ・ボアソーの農園にいた。デイビース旅団からでた偵察隊はチェンバレンズ・ベッドと呼ばれる湿地のクリークの東地帯を監視するように送り出された。シェリダンは前日に南軍ルーニー・リーとトマス・ロッサー各少将の師団が南から接近するのを妨害していたので、自隊が西から攻撃される可能性を心配していた。デイビースの偵察隊が持ち場に到着してから間もなく、南軍の両騎兵師団と歩兵部隊がクリークの西岸をディンウィディ・コートハウスに向かっているのを目撃した。ピケットは午前9時ごろにスコット道路をファイブフォークスから南に進んで、悪天候と、食料が足りない兵士の飢えを押して、ディンウィディ・コートハウスでシェリダン軍を攻撃させることに決めていた。
シェリダンがその動きについて情報を得たとき、南軍はクリークの西岸のスコット道路を動いていると想定した。デイビースの旅団がダンス・フォードというクリーク北側の渡河地点を守るべく派遣された。チャールズ・H・スミス大佐（名誉准将）の旅団がダンス・フォードの南約1マイル (1.6 km) のフィッツジェラルド・フォードで渡河するフォード・ステーション道路を保持するために配置された。J・アービン・グレッグ大佐（名誉准将）の旅団が、この2つの渡河地点の中間にあるアダムズ道路とブルックス道路の交差点に予備隊として置かれた。これらの旅団が西を向いている一方で、チャールズ・L・フィッツヒュー大佐の旅団がディンウィディ道路の右手に、ピーター・スタッグの旅団がクランプ道路に置かれ、他の旅団を援護し、北からの道にも対応できるようにしていた。

### フィッツジェラルド・フォードでのフィッツヒュー・リーの攻撃

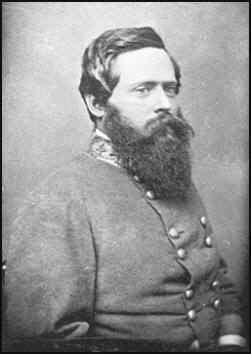
フィッツヒュー・リー少将

午前11時頃、フィッツヒュー・リーの前衛旅団であるルーニー・リー師団ルーファス・バリンジャー准将が指揮するノースカロライナ旅団が、フィッツジェラルド・フォードに到着した。そこはチェンバレンズ・ベッドの南側浅瀬であり、ディンウィディ・コートハウスに近い浅瀬だった。このバリンジャー旅団は、北軍ニューヨーク第2騎馬ライフル連隊の下馬した分遣隊から連発式カービン銃で追い返された。やはり連発式カービン銃を装備したオハイオ第6騎兵隊も戦闘に参加した。スミスがクリークの対岸にメイン第1志願騎兵連隊の1個大隊を配置していたが、南軍の大きな部隊によって後退させられた。南軍はクリークを渡って戦うことができた。ノースカロライナ第5騎兵隊が激しい銃火の中を渡河し、同第1騎兵隊が上流で渡河した。同第2騎兵隊はバージニア第13騎兵隊騎馬大隊の背後で渡河した。スミスはメイン第1騎兵隊の残りを道路の1マイル下流から動かし、さらにオハイオ第13騎兵隊を当てた。メイン第1騎兵隊は丘の頂上に、オハイオ第13騎兵隊はその左手にある森の中に配置したスミスの北軍がバージニア第13騎兵隊を押し返したので、その背後のノースカロライナ第2騎兵隊が浅瀬の水深が深い所に追われた。ノースカロライナ第1騎兵隊はニューヨーク第2騎馬ライフル連隊から追われてクリークを戻った。バリンジャーの旅団はクリークを渡って後退するときに大勢の士官を失い、北軍旅団はクリークの東岸に残っていた南軍兵を捕虜にした。
午前11時を回り、ピケットはルーニー・リーの攻撃が失敗して停止したときにフィッツジェラルド・フォードに到着した。ピケットは1マイル北に戻って、ダンス・フォードでその歩兵3個旅団（コース、テリー、ステュアートの旅団）とロッサーの騎兵師団にクリークを渡させることにした。ピケットの作戦はランサムの歩兵2個旅団（ランサム旅団とウィリアム・ヘンリー・ウォレスの旅団）がフィッツヒュー・リーとルーニー・リーと共にフィッツジェラルド・フォードを渡るというものだった。
午後2時半頃、シェリダンがグラントに、自隊が南軍をフィッツジェラルド・フォードで後退させており、これから攻撃するつもりだと報告書を送った。また南軍のロバート・F・ホーク少将の歩兵師団がノースカロライナから動いて来ており、デビンの師団はファイブフォークスで南軍歩兵基地の前線と接触しているとも報告したが、いずれも誤りだった。実際にピケット配下の歩兵部隊はダンス・フォードでチェンバレンズ・ベッドをまさに渡ろうとしていた。デビンの偵察隊はファイブフォークスの近くでトマス・M・マンフォードの騎兵師団のみを視認していた。ルーニー・リーはその午後に、チェンバレンズ・ベッドのフィッツジェラルド・フォードで新たな攻撃を行う準備をしていた。
フィッツジェラルド・フォードでは、ノースカロライナ第2騎兵隊が同第5騎兵隊の支援を得て攻撃したが、その朝に第5騎兵隊が追われたように、第2騎兵隊も追い返された。ノースカロライナ第1騎兵隊のみが浅瀬の向こうで地歩を保っていた。ルーニー・リーはリチャード・L・T・ビール准将のバージニア騎兵旅団に、クリークの対岸を攻撃し、左翼から回るよう命令した。ビールとバリンジャーの騎兵旅団がスミスの前線に殺到し、北軍を開けた野原まで押し込んだうえで、素早く撤退した。

### ダンス・フォードを越えたピケット隊の攻撃
クルックはその朝遅くにスミスの前線の崩壊を聞かされた後、攻撃されていなかったデイビースにスミスを支援するよう命令した。デイビースはウォルター・W・ロビンス少佐の大隊をダンス・フォードの防衛に残し、自隊の残りはフィッツジェラルド・フォードに向かって狭くぬかるんだ道を徒歩で進ませ始めた。デイビースは馬で先頭に立ち、スミスが状況を安定化させ、バリンジャー旅団の兵士はクリークを渡って対岸に戻るようにさせていたことが分かった。デイビースは続いてダンス・フォード近くで激しい砲声を聞いたので、自隊を駆け足で戻らせた。デイビースがフィッツジェラルド・フォードを離れてから間もなく、ロビンスの大隊がモンゴメリー・コース准将の歩兵旅団から攻撃を受け始めた。ロビンスは胸壁で保護された強力な陣地を保持していた。コースはクリークを渡すための偵察隊を送り、側面からロビンス隊を攻撃した。コース隊が左側面を守っていたジェイムズ・H・ハート少佐のニュージャージー大隊からの兵士を押し返した。ロビンスは側面を衝かれ、勢力も負けていたので逃げようとし始めたところに、デイビースが到着して兵士を鼓舞しようとした。ニューヨーク第10志願騎兵連帯が、一斉射撃を数回行って前線を保った後で逃げ出し、その過程で保有していた馬を失うところだった。

### 北軍の遅延工作
ピケットは続いて別の歩兵旅団を浅瀬を越えて渡らせた。デイビースはアダムズ道路の方へ後退し、ヒュー・R・ジェインウェイ大佐がニュージャージー第1志願騎兵隊の第1および第2大隊でその後退を援護した。その部隊は間もなくスタッグの旅団のミシガン連隊に支援された。この部隊はジェインウェイが支援を要請したときにデビン准将が送っていたものだった。
午後2時までに、マンフォードの偵察隊がホワイトオーク道路に近いディンウィディ・コートハウス道路でデビンの偵察隊を多忙にさせていた。デビンは、ピケットが浅瀬を渡ったが、フィッツヒューの旅団をディンウィディ道路とグレイブリーラン・チャーチ道路の交差点まで退かせたことを知らなかった。フィッツヒューはファイブフォークスがピケットの歩兵部隊と少なくとも騎兵1個師団によって守られていることが分かっていた。デビンはスタッグ隊を伴って事態を見極めに行った。デビンはデイビースの旅団が後退しているのを見ると、彼らを鼓舞しようとしたが、うまく行かなかった。その後、フィッツヒュー大佐に、ディンウィディ道路に1個連隊を残し、ダンス・フォードから道路を進んでくるよう命令を送った。フィッツヒュー隊はデイビースの後退する兵士達と悶着を起こした後で、ジェインウェイの殿軍を解放し、コース隊の前進を止めた。デイビースは自隊をJ・ボアソー農園に連れて行って再編成したが、その過程でニュージャージー第1騎兵他のジェイムズ・H・ハート少佐を含め、数十名の兵士を失った。

### スタッグス、フィッツヒュー、デイビースの後退
マンフォードは続いてその騎兵師団にディンウィディ道路を進ませ、そこでニューヨーク第6志願騎兵連隊とミシガン連隊の一部を後退させた。一方、ピケットはテリーの旅団を送ってフィッツヒューの防御線を破らせた。強力な歩兵部隊の攻撃と、マンフォードによる側面攻撃の脅威があったので、デビンがフィッツヒュー隊を退かせた。スタッグ隊が前に出て歩兵部隊と対応している間に、フィッツヒュー隊はディンウィディ道路に動かねばならなかった。北軍の2つの旅団は南軍の歩兵と騎兵の合同攻撃を保持できず、J・ボアソー農園でデイビース隊と合流した。その後ピケットは森の中を偵察隊を移動させてアダムズ道路を占領し、J・ボアソー農園の北軍と、ディンウィディ・コートハウスの北軍を分離した。シェリダン指揮下で2つに分かれた部隊のそれぞれが、ピケットの間に入ってきた部隊に対して勢力比で1対3近くに劣勢になっていた。
シェリダンが指示を出し、メリットがデビンに、フィッツヒューとスタッグの旅団をボイドトン板張り道路に出して、ディンウィディ・コートハウスに向かうよう命令した。デビンはボイドトン板張り道路に動いた後、アダムズ道路とブルックス道路の交差点でデビン師団のアルフレッド・ギブス准将旅団と接触した。シェリダンの指示に沿い、デイビースの旅団が銃火を受けながらボイドトン板張り道路を横切った。デイビースが3個旅団の中で上級士官として全体の指揮を執った。ミシガン第6志願騎兵連隊を使って、マンフォードの急追してきた部隊を追い返した。彼らはスペンサー連発小銃を使ってそれを成し遂げた。デイビースはフィッツヒューとスタッグの旅団を、ボイドトン板張り道路とその周辺に広がった動きの中でディンウィディ・コートハウスに送り、そこで馬を曳いてきた兵士達と再度合流した。J・ボアソー農園にいた北軍3個旅団がピケットの攻勢から逃れたのは、ギブスとグレッグの旅団が南からピケット隊に対抗したことで可能になった。

### グレッグ、ギブス、スミスの抵抗
午後2時、スミスの旅団が攻撃されているとき、グレッグの旅団がディンウィディ・コートハウスからフィッツジェラルド・フォードでスミス隊を支援するために移動した。グレッグは状況が落ち着いていることを見て、ダンス・フォードで戦闘が起きているという報告があったので、自隊にはそちらに移動する準備をさせた。シェリダンが、南軍の側面と後方から攻撃できる位置に向かわせる作戦だったJ・ボアソー農園の3個旅団を動かした後、グレッグの旅団には野原を抜けてアダムズ道路を確保し、スタッグ、フィッツヒュー、デイビースに対抗して前進してくる南軍に立ち向かうよう命令した。ピケットがディンウィディ・コートハウスから離れて北東に動いていたので、ギブスが間もなくグレッグスと合流し、ピケット隊の側面と後方を攻撃できるようになり、ピケット隊を戻して立ち向かってくるようにさせた。
アダムズ道路とブルックス道路の交差点からギブスが南軍歩兵部隊を止めて置き、グレッグが前進して、ギブス隊と連携できるようにした。続いてこれら旅団がピケットの前進してくる歩兵部隊と戦った。これにはマンフォードの騎兵隊が左側面を守っており、その後は方向を逸れて、J・ボアソー農園で再編成している旅団への対抗に向かった。グレッグ隊は南軍からの攻撃を待たずに押し出して、幾らかの兵士を捕虜に取った。
グレッグとギブスはおよそ2時間、ブルックス道路の南のアダムズ道路で前線を保ち、その後にギブスの旅団が後退した。グレッグの陣地はギブス隊の支援が無ければ保てなかったので、彼らも後退した。グレッグとギブスの部隊がフォード・ステーション道路を過ぎて後退した時、スミス隊がピケット隊の前進によって、それまで陣取っていた場所で遮断される可能性があったので、フィッツジェラルド・フォードから戻ってきたスミスの旅団と合流した。スミスは後退を強いられたときに午後5時半近くまで、浅瀬でフィッツヒュー・リー隊の攻撃を凌いでいた。スミスはアダムズ道路でカスター師団のケイプハート旅団の左で隊形を整えた。

### カスター隊が到着して前線を保持

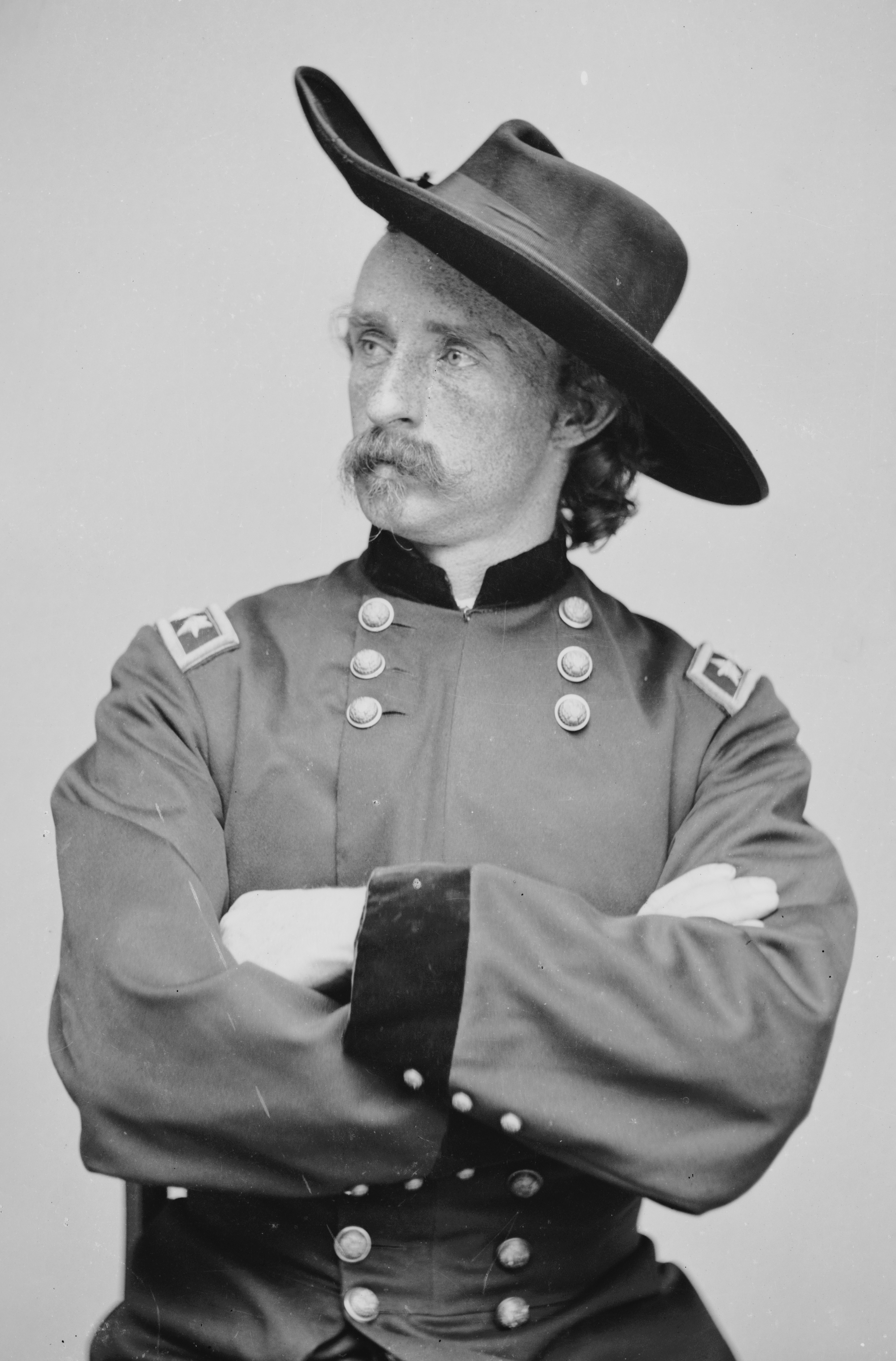
ジョージ・アームストロング・カスター准将（名誉少将）

シェリダンはグレッグとギブスの旅団を動かして、アダムズ道路で南軍の前進に対抗させたのと同時に、カスターの師団から2個旅団を派遣するよう要請した。シェリダンはその日早くにも行っていたように、北軍の部隊が後退していた状況を改善するためにまだ疲れていない師団を使った。カスターの師団で、ウィリアム・ウェルズ大佐（名誉准将）の第3旅団が、輜重隊を護衛するために残されていた。カスター自身はアレクサンダー・C・M・ペニントンとヘンリー・ケイプハート各大佐の旅団を率いて、ディンウィディ・コートハウスのシェリダンの所に来た。カスターはシェリダンからクルックス師団の旅団を支援し救援するよう命令を受けて、ディンウィディ・コートハウス北4分の3マイル (1.2 km) に陣取った。カスターはペニントンにフィッツジェラルド・フォードでスミス旅団を補強するよう指示した。ケイプハートの部隊はアダムズ道路の左に陣を取るよう指示された。スミス隊がフィッツジェラルド・フォードから後退してくると、シェリダンの副官の1人が馬を飛ばしてペニントンの所に行き、ケイプハートの右に陣取るよう指示した。アメリカ第2軽装砲兵隊A大隊もカスターの下に付けられ、左翼に陣取った。ペニントンはオハイオ第2騎兵隊とニュージャージー第3志願騎兵連隊の2個連隊を持っているだけだったが、前進して他の北軍部隊の前に少し進んだ位置に陣取った。
スミス隊がフィッツジェラルド・フォードから撤退したとき、ルーニー・リーとロッサーの騎兵師団がチェンバレンズ・ベッドを渡り、ピケット前線の右翼を形成した。グレッグとギブスの部隊が後退すると、南軍はディンウィディ・コートハウスに向けて前進を再開した。夜が近づいた頃に、南軍はカスターの前線に向かい合った。南軍が森から出て北軍の前に顔を出す数分前に、北軍本体の前線の前衛としてグレッグの旅団がペニントン旅団の右翼に移動し、ギブスの旅団は後方のクランプの農園で宿営していたデビンの師団と合流するために送られた。

### 南軍の最後の攻撃と陣地
ピケットは歩兵部隊にアダムズ道路を降るカスターの陣地に攻撃させ、一方フィッツヒュー・リーの騎兵隊には北軍の左翼を攻撃し、マンフォードの騎兵隊にはアダムズ道路とボイドトン板張り道路の間の野原を援護することにした。南軍が攻撃を始める直前に、シェリダン、メリット、カスターが馬で前線を駆けて、激励の声を呼びかけ、自らを銃火に曝す形になった。これら将軍の後を文民数人が馬で続いていたが、その中で「ニューヨーク・ヘラルド」の記者が軽傷を負った。
南軍が攻撃を始めると、ピケットの歩兵部隊がまずペニントンの前衛線を急襲した。ペニントンの旅団が後退し、ケイプハートの旅団に接するアダムズ道路の右手にある尾根の頂点で部隊を再編した。ピケット隊はペニントン隊が後退している間に、その攻撃をフォローする直接の動きを起こさなかった。ペニントン隊は新たな攻撃を受ける前に、フェンスレールのバリケードを作り上げる時間があった。南軍歩兵部隊が遂に攻撃を再開すると、カスターの再編された防御線が連発ライフル銃を使い、南軍を2度後退させた。その左翼では、フィッツヒュー・リーの騎兵隊がスミス隊を攻撃した。スミス隊は大きな損失を出しながらその陣地を保持し続け、暗闇が近くなったころに弾薬が尽きた。「弾薬筒もなしに良好な前線を提示することで」スミス隊の後退する部隊はさらに南にある強力な陣地を占め、弾薬がまだあるように装うことで、南軍のさらなる攻撃意欲を削いだ。暗闇が近づくと、カスターがケイプハートの下馬した兵士を率いて突撃して南軍を後退させた。残っているエネルギーを絞り出しているように見えた。
この時までに全く暗くなり、ピケットはカスターの抵抗の前に、南軍の攻撃停止を命じた。マンフォード大佐はピケットがこの判断を下したことを批判し、南軍は「黄金の機会」を失ったのであり、「昼の灯りはそれに何の関わりも無かった」と言っていた。それでも両軍は暗くなってから数時間も互いに発砲を続けた。
この日の戦闘が終わった時点で両軍の前線は非常に接近していた。僅か約100ヤード (90 m) 開いているだけだった。ピケットの歩兵部隊がアダムズ道路に跨り、フィッツヒュー・リーの騎兵隊が右手に、マンフォードの騎兵隊が左手にいた。南軍の哨戒線は左手のG・U・ブルックの農園から右手のフィッツジェラルド・フォードまで広がっていた。カスターの2個旅団がシェリダン軍の前衛となり、翌朝早くからの攻撃を予測して、肘を枕に寝た。その指揮官達に拠れば、両軍は翌朝敵が危険な状態にあるものと考えていた。

### 直接の結果; 損失
ディンウィディ・コートハウスの戦いはシェリダン軍を戦場から追い出したわけではないという部分的な勝利ではあったが、南軍には一時的に士気を上げる効果があった。北軍騎兵隊は大半が7連発のカービン銃あるいはライフル銃を装備しており、一日を通して南軍の歩兵部隊や騎兵隊と戦い、気の入った南軍の前進速度を遅くさせた。シェリダン軍の遅延操作はところどころで有効だったが、この日の終わりまでに北軍の騎兵隊はほとんどディンウィディ・コートハウスに達するまでに押し返された。それでも南軍は新たな損失を出しており、前進した陣地を維持することはできなかった。
南軍はその損失について報告していない。歴史家のA・ウィルソン・グリーンは南軍の損失を騎兵360名、歩兵400名、合計750名とするのが最善の推計だと書いている。その詳述には、幾らかの南軍兵が捕虜に取られたとも書かれている。シェリダン軍は戦死40名、負傷254名、不明60名、合計は354名の損失を出した。ピケット軍ではテリー将軍は不具になる負傷を負った。旅団長の地位はロバート・M・メイヨー大佐に置き換えられた。

### シェリダンからグラントへの伝言
その日の午後遅く、グラントが副官のホレス・ポーター中佐を派遣してシェリダン軍の状況を報告させた。ポーターは、グレッグとギブスの旅団がアダムズ道路とブルックス道路の交差点から後退してきた時に到着した。ポーターはディンウィディ・コートハウスに到着する寸前にシェリダンと会った。シェリダンはポーターに、その経験した中でも最大級に活発な日々を過ごしており、騎兵だけで歩兵部隊や騎兵隊と戦っていると告げた。その部隊はディンウィディ・コートハウスのすぐ北にある高台に集合していたので、如何なる障害があってもその陣地を保持するつもりだった。シェリダンは、歩兵の1個軍団もあれば、彼に対してリーが派遣してきた全軍を切り取ることができたとも繰り返していた。シェリダンはピケットが前よりも危険な状態にあるとも語った。
歴史家のA・ウィルソン・グリーンは、この戦闘の意義が比較的小さい損失に似合わず大きなものだったと言っている。シェリダンはポーター中佐に、「この軍隊は私自身よりも危険な状態にある。私がポトマック軍から切り離されたならば、敵の部隊もリーの軍隊からも切り離されることであり、その兵士の誰一人としてリーの所に戻っていくことはできない。我々は遂に敵の歩兵部隊をその防衛工作物から引き出したのであり、これは我々にとってそれを攻撃するチャンスである」と告げた。
シェリダンはポーターに、急ぎグラントの所に戻って第6軍団を送ってくれるよう依頼したが、ポーターはライトの軍団が北軍前線の右翼におり、直ぐにシェリダン軍に合流できる歩兵軍団はウォーレンの軍団だけであるという、グラントが以前に言っていたことを繰り返しただけだった。シェリダンはポーターにその立場を信じ込ませたか自信が無かった。後に副官のジョン・ケロッグ大佐に持たせてグラントに送った手紙の中で、「この（ピケットの）軍隊は我が軍にとってあまりに強力であります。私はディンウィディ・コートハウスを、そこからの退去を強いられるまで保持します。」と書いていた。ポーターは午後7時にダブニーズ・ミルでグラントに報告した。後にシェリダンの弟であり副官の1人でもあるマイケルによって、またケロッグ大佐によってミードとグラントにもたらされた報告書では、シェリダンが絶望的な状況にあり、迅速な援軍を必要としているという結論を出させることになった。

## 戦いの後

### 第5軍団の移動; 追加命令

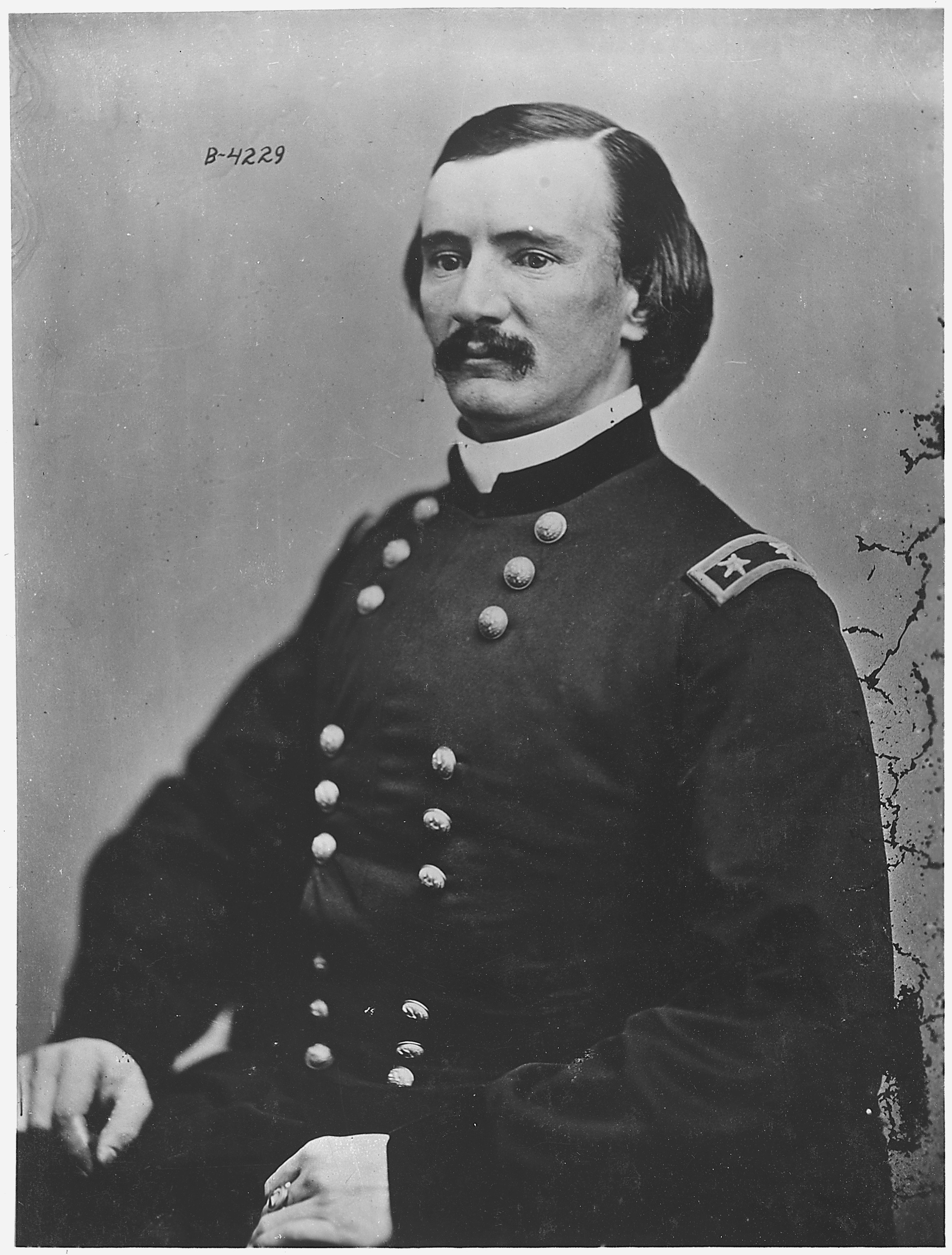
ジョセフ・J・バートレット准将

南軍は3月31日のディンウィディ・コートハウスの戦いで、北軍騎兵隊が攻撃を掛けられ排除されるかもしれない厳しい陣地に追い込んだことで、この戦いに勝利した。
シェリダンは後に、ウォーレンの軍団の動きが鈍いと批判し、翌日にはウォーレンから指揮権を取り上げたが、ホワイトオーク道路の戦いの終わり時点でウォーレンが遠くディンウィディ・コートハウスの方向に砲声を聞いた時に、グリフィン師団のジョセフ・J・バートレット准将が指揮する旅団をピケット隊の側面を攻撃することを目指して、シェリダン軍の支援に送っていた。バートレット隊は野原を横切り、クランプ道路のすぐ東で南軍の哨戒部隊をボアソー博士農園から追い払った。バートレット隊がグレイブリーランに到着した時は暗くなっていたので、その小川を越えようとはしなかったが、狙撃銃で対岸にいる南軍と戦った。暗闇がバートレット隊の勢力を隠しており、密には調べられなかった。
午後6時半ごろ、ミードがピケット隊とシェリダン軍のいる場所について詳細を知ったときに、ウォーレンにボイドトン板張り道路を下って救援部隊を送るよう命じたが、バートレット隊は既に遠く進んでおり、容易には呼び戻せなかった。ウォーレンは、バートレットが大砲と荷車を守るために派遣していた3個連隊を、アルフレッド・L・ピアソン大佐（名誉准将）の指揮で、ボイドトン板張り道路を下って派遣し、このことをミードに報告した。ボイドトン板張り道路のグレイブリーランに架かる橋が南軍によって壊されていたので、ピアソンの到着は遅れた。午後8時20分頃、ウォーレンはミードに橋の修繕が必要だったことと遅れる可能性があることを伝えたが、ミードはその情報をシェリダンに流さなかった。ミードはウォーレンに、全軍をもって移動する準備をするよう伝えた。午後9時17分までにウォーレンは前線から後退し、直ぐにシェリダン軍に1個師団を送るよう命令を受けた。
9時45分、ミードはまずグラントにバートレット隊がボアソー博士農園に前掛かりの位置にいることを伝え、ウォーレンの全軍団がシェリダン軍に救援に向かうべきかを問うた。グラントは、第2軍団がボイドトン板張り道路を保持しておれば、2個師団がバートレット隊のボアソー博士農園に保持している場所に移動し、1個師団をディンウィディに移動させるというミードの忠告に従うと同意した。これに先立って3個軍団全てをディンウィディ・コートハウスの方向に移動させるという考えもあった。グラントはミードに、部隊の配置をシェリダンに伝え、シェリダンは支援に送られた部隊の指揮を執るべきと伝えるよう指示した。ミードはグラントに、ウォーレンの全軍団をシェリダン支援に動かすというアイディアがウォーレンのものであることは伝えなかった。
グラントがその後シェリダンに、第5軍団と、ジェームズ軍からラナルド・マッケンジーの騎兵師団にシェリダンの支援を命じたと伝えた時、シェリダンは根拠も無しに、ウォーレンが「今夜12時までに」到着すべきだと言った。疲れ切っていた第5軍団の兵士が、暗くぬかるんだ道路でしかも橋が無いなかを約1時間で6マイル (9.6 km) 行軍してくるのは不可能だった。その夜の間、ウォーレン軍団の配置、兵站の状況、ウォーレンがいつ命令を受けたかについて、正確で完全な情報をシェリダンに伝えた者はいなかった。それでも、ウォーレンがスケジュールに合わせられないと考えられることは、シェリダンがウォーレンに対して腹に一物持つことになった何かだった。
ミードがさらに送った命令では、グリフィンの師団がボイドトン板張り道路を下り、エアーズとクロウフォードの師団がボアソー博士農園でバートレット隊に合流し、南軍の後方を攻撃するというものだったが、これは、ボアソー博士農園にいた南軍の大部隊を認識せず、また橋の修繕が必要なことも分かっていなかった。ウォーレンはウィリアム・P・ロバーツ准将の南軍騎兵隊がクランプ道路とホワイトオーク道路の交差点を保持し、直接動く脅しをかけているという情報も参謀から入手していた。
ウォーレンは配下の師団の配置故に、時間を節約するためにまずエアーズの師団をシェリダン軍支援に派遣した。この変更と、南軍の大部隊がボアソー博士の家屋に近いグレイブリーランに居るので、南軍の側面と後方に対して動けそうにないという伝言をウォーレンがミードに送ったが、電信線の切断のために配信が遅れた。ウォーレンの命令実行は、その夜に参謀を6人しか使えなかったために遅れた。さらに北軍前線から第5軍団を動かすとして、近くのホワイトオーク道路から南軍の攻撃を避けるために、静謐にしておく必要があったために、遅れが増した。
ハンフリーズの第2軍団は第5軍団が移動した後を埋めるよう言われていた。ハンフリーズはその軍団が3月31日の朝からその場所に移動できると返事した。午後12時半にウォーレンに伝言を送り、ウォーレンの移動予定をハンフリーズの動きと同期させてくれるよう求めた。
ミードは午後11時45分に電信線が回復したときにグレイブリーランの橋の問題を知った。ミードが別ルートを検討するという案を提案したが、ウォーレンはそれではあまりに遠すぎて軍団を動かせなかったので、その案を拒否した。エアーズは午後10時ごろにボイドトン板張り道路を動けというウォーレンからの命令を受けていた。このことで、エアーズ隊は荒れた田園部を約2マイル (3.2 km) 進み、グレイブリーランの支流を渡ることが必要になった。ウォーレンはクロウフォードとグリフィンの部隊に、エアーズの師団がシェリダン軍と接触したという報せが入るまで、今居るところで休息することを認めた。
ウォーレンは午前2時5分に、グレイブリーランの橋の修復が終わったという報せを受けた。エアーズの師団は夜明け近くにシェリダン軍の陣地に到着した。ウォーレンが予測していたように、バートレット隊がピケット隊の側面を脅かす位置に就いた効果があって、ピケット隊はファイブフォークスに撤退しており、それがエアーズ隊のディンウィディ・コートハウス到着までに南軍が行ったことだった。シェリダンの参謀士官の1人がエアーズと会見し、1マイル (1.6 km) 戻ってブルックス道路に向かうべきと告げた。エアーズはブルックス道路に戻り、そこでは南軍の哨戒兵が即座に逃げ出し、午後2時までエアーズ隊がそこで休息していた。
シェリダンは午前3時にウォーレンに伝言を送ったが、それがウォーレンの作戦本部に届いたのは午前4時50分になっていた。その伝言ではウォーレンに自軍の配置を伝えていた。シェリダンはウォーレンが南軍の後方とほとんど側面にあるJ・ボアソー農園に、1個師団を置いていると誤解しており、ウォーレンが南軍を攻撃してくれることを望んでいた。ウォーレン配下の部隊のどれもJ・ボアソー農園には居なかった。最も近い部隊は北に1.25マイル (2.0 km) のボアソー博士農園におり、そのバートレット隊が呼び戻された。このためにウォーレンが進んで、クロウフォードとグリフィンの師団の後退を監督することになった。
午前5時ごろ、グリフィンの師団は左方のJ・ボアソーの家屋に移動するよう指示された。ウォーレンはピケットがその部隊を退いていたことを知らなかったので、グリフィン隊がピケット隊の動きを止められると予測していた。グリフィン隊はクランプ道路に動いている間にホワイトオーク道路から南軍と当たる可能性があると考えていたので、大きな注意を払って戦線を動いていた。南軍は攻撃して来ず、ウォーレンはクロウフォード隊がクランプ道とに到着するまで、クロウフォードに同行していた。
ウォーレンとその参謀は午前9時にグリフィン隊に合流するべく馬で向かった。グリフィンはJ・ボアソーの農園でデビンの騎兵師団と出会い、そこに部隊を止めて、シェリダンに報告した。シェリダンは馬で進んでジョシュア・チェンバレン准将と出逢い、ウォーレンがどこにいるかを尋ねた。チェンバレンはウォーレンが隊列の後方にいると考えていると答えた。シェリダンは、「それが彼の居る場所だと予測すべきところだ」と叫んだ。ウォーレンの部下は、ウォーレンが個人的に勇敢さの無い場面を示したことが無かっただけに、これは公平なコメントではないことが分かっていた。シェリダンはグリフィンに、部隊をJ・ボアソー農園の南0.5マイル (800 m) に置き、エアーズ隊はグリフィン隊の南0.75マイル (1,200 m) に留まっているよう指示した。ウォーレンとクロウフォードの師団がそれから間もなく到着した。
午前6時、ミードの参謀長アレクサンダー・S・ウェブ准将がウォーレンに、今後の命令はシェリダンに求めよという命令を送って来た。ウォーレン配下の2個師団がその伝言から1時間以内にそれに従った。午前9時半に参謀の1人が馬で乗り付け、ウォーレンにウェブの伝言を手渡した。ウェブがウォーレンにこの伝言を送ったのと同時、すなわち午前6時に、ミードがグラントに電報を打ち、ウォーレンがその全軍団を擁して間もなくディンウィディに到着する予定であり、さらなる命令を求めていると伝えた。ウォーレンはミードに、無事軍団を移動させたことを報告し、まだ個人的にシェリダンと会ってはいないこと、グリフィンがシェリダンと話をしたことを伝えた。ウォーレンがシェリダンに直接報告できなかったことは、4月1日に軍団長を解任される要因になった可能性がある。ウォーレンは午前11時にシェリダンに報告した。
グラントは、マッケンジーの騎兵師団が輜重隊を前線から退かせる護衛任務を完了したことを知ると、マッケンジー隊にディンウィディ・コートハウスでシェリダンの所に出頭するよう命じた。マッケンジーは午前3時半にキャンプを解き、モンクネック道路とボーン道路を通ってディンウィディ・コートハウスへ馬で向かった。

### ピッケット隊がファイブフォークスに後退
ピケットは午後9時から10時の間に、バートレットの旅団がシェリダン軍の補強に向かっており、自隊は北軍歩兵部隊の攻撃にその側面を曝すことになることを知ると、自隊の位置づけが維持できないと認識した。このためにピケットは午前5時までにファイブフォークスに後退し、シェリダン軍を攻撃すれば得られたかもしれない利点を諦めることになった。バートレット隊はグリフィンとクロウフォードの全師団の前衛部隊に過ぎず、その夜遅くに行軍を始め、その部隊とシェリダン軍との間にピケット隊を挟むはずだった。このために南軍は降伏するか西に逃げるかという選択肢以外与えられないことになった。ピケット隊の後退でファイブフォークスとサウスサイド鉄道を守るという機会を与えられた。
シェリダンが南軍は後退していると分かったとき、大半が下馬したままのカスター師団を左手に、乗馬したままのデビンの師団を右手に追撃させた。クルックの軍団から大砲数門とグレッグの旅団がその支援に前進した。シェリダンは前述のように間違った情報を得ていたので、第5軍団が南軍の後方とほとんど側面に居り、それ故に第5軍団がピケット隊に早期に厳しい攻撃を掛けられるものと思い込んでいた。シェリダンは歩兵部隊の攻撃の支援が無ければ、その騎兵師団のみで攻撃を掛けさせられなかった。
南軍は緩りとした後退と狭い道路のためにファイブフォークスに到着したのは午前も半ばに達したときだった。南軍がファイブフォークスに到着したとき、その塹壕の左、すなわち東方に走る前線の返りを構築するなど、塹壕や防御工作の改良を始めた。ピケットは左側面の改良に注意を向ける一方で、その部隊がファイブフォークスに当初到着したときに構築していた土盛り工作を、ディンウィディ・コートハウスから戻った時は改良しようとしなかった。防御線を前面に浅い溝を掘った細い松材で構築しただけでなく、ピケットの部隊配置はお粗末だった。特に騎兵隊は激しい水流に浸水された森のある地域に配置されたので、狭い道を通って前面に出られるだけだった。
ピケット隊がファイブフォークスに戻った後、ファイブフォークスを「如何なる犠牲を払っても」保持せよというロバート・E・リーの命令を受け取ったと見られている。歴史家のエドワード・ロングエーカーはこの話がピケットの未亡人ラ・サール・コルベール・ピケットから得られたとしており、ピケットの経歴のエピソードに関する彼女の仮定的な証言から得ていた。ロングエーカーは、電報の写しが見つかっていないと言っている。またピケットの報告書では、リーがファイブフォークスから7マイル (11 km) にある「フォードの駅に至る道路を守るように」その陣地を守れと命令してきたことと、ピケットがその部隊のためにリーに陽動行動を行ってくれるよう依頼したと言っているだけであるとも記している。ロングエーカーは、多くの歴史家がリーの話を言葉通りに受け入れたのだと認識している。

### ファイブフォークスに向かう前哨戦
1865年3月31日にホワイトオーク道路に沿ってウォーレンが得たものと、ピケット隊をディンウィディ・コートハウスからファイブフォークスまで後退させたウォーレン配下の師団の動き、さらにシェリダン軍とともにその軍団を配置したことが、4月1日のファイブフォークスの戦いで南軍が敗北し、さらに4月2日の第三次ピーターズバーグの戦いで北軍が前線を突破したことの前哨戦になった。